# 丸山水力専用鉄道
丸山水力専用鉄道（まるやますいりょくせんようてつどう）は、かつて岐阜県加茂郡八百津町と可児郡御嵩町の境の、木曽川丸山ダム建設のために敷設された、関西電力の専用鉄道である。
木曽川に丸山ダム建設が計画された際、国鉄太多線広見駅（現・可児駅）から東美鉄道（後に名古屋鉄道に合併）の広見線、八百津線を経由して資材を運搬することとなり、八百津線の終点である八百津駅から工事現場まで延長線が建設された。これが丸山水力発電所工事用専用鉄道、すなわち、丸山水力専用鉄道である。

## 路線データ（廃止時）
- 路線距離（営業キロ）：八百津駅 - 丸山発電所 4.1 km
- 軌間：1,067 mm
- 駅数：3駅（起終点駅含む）
- 途中駅：錦織駅（にしこおりえき[2]） - 工事関係者の宿泊施設が建設されていた。
- 複線区間：なし（全線単線）
- 電化区間：
  - 八百津駅 - 錦織駅 直流600 V[1]。八百津駅付近に八百津変電所（東芝製水銀整流器出力500 kW）を設置。
  - 錦織駅 - 丸山発電所 非電化
- 閉塞方式：単線自動閉塞式

八百津駅 - 錦織駅間は名古屋鉄道が運行し、旅客（工事関係者のみ）運行も行なっていた。

## 歴史
- 1943年（昭和18年）10月 日本発送電（関西電力の前身の一つ）により着工[3]
- 1944年（昭和19年）5月 戦局悪化で工事一時中止[3]
- 1945年（昭和20年）5月 工事中止。完成箇所のレールは供出[3]
- 1951年（昭和26年）11月 関西電力が工事を引き継ぎ、工事再開[4][3]
- 1952年（昭和27年）
  - 3月 八百津駅 - 錦織駅間 (2.6km) が運行開始。ガソリン機関車での運行[5]
  - 4月 ディーゼル機関車で運行[5]
  - 9月13日 八百津駅 - 錦織駅間電化[3]
- 1953年（昭和28年）7月 錦織駅 - 丸山発電所間 (1.5km) の延長線（貨物専用）運行開始。ディーゼル機関車で運行[3]
- 1954年（昭和29年）5月31日 丸山ダム完成。丸山水力専用鉄道廃止

## 運行実績
八百津 - 錦織間を13分で結び1日8往復（但し貨車なき場合は運休）最盛期の1953年3月から10月は月1万トン（貨車数700 - 800）を超え運転回数は140-150回となった。錦織停車場で扱った貨物の合計は1952年3月から1954年5月まで貨車数10,548両、重量159,690トン（内セメント142,143トン）であった。

## 車両
- 加藤製作所の7トンディーゼル機関車4両（製造番号27755-27758）1952年8月落成[6]。製造番号27757は那珂川清流鉄道保存会で現存[7]
- 1952年に日立製作所で2両新造された出力300 kW、軸配置B-Bの30 t級電気機関車モ250形。ダム完成後は名古屋鉄道に譲渡。
- 錦織 - 丸山発電所間に用意された貨車は帝国車両製8トン無蓋車1両、8トン長物車2両、40トン重量車1両

## 駅一覧
八百津駅 - 錦織駅 - 丸山発電所
- 錦織駅側線に平行してセメント倉庫（1062坪）を建築。貨車床面と倉庫床面を一致させ複数の貨車の積卸を同時に出来るようにした。

## 接続路線
- 八百津駅：名鉄八百津線

## 廃線後の状況
- 路線跡は道路（岐阜県道381号多治見八百津線、岐阜県道358号井尻八百津線など）になっている。蘇水峡橋は、元鉄道橋梁である木曽川橋梁を転用したものである。蘇水峡橋の東にあるトンネルは、鉄道トンネルを転用したものである。当時はトンネル内でスイッチバックを行っていたため、トンネルの出口が2つあるという全国でも希に見る構造となっている。丸山水力発電所内には線路が残っている。